# Черен септември (организация)
Вижте пояснителната страница за други значения на Черен септември.
Организацията „Черен септември“ (ОЧС, на арабски: منظمة أيلول الأسود) е бивша палестинска паравоенна организация, основана през 1970 г. Предполага се, че повечето от членовете ѝ са дошли от Фатах – фракцията на Организацията за освобождение на Палестина (ООП), която се контролира от Ясер Арафат. През 1973 г. Държавният департамент на САЩ разпространява документи, показващи връзката между ООП и ОЧС.
Организацията става известна през 1972 година, когато, оглавявана от Абу Дауд, организира Мюнхенското клане – нападение срещу израелски спортисти по време на Олимпиадата в Мюнхен.